# We Can't Go Home Again
We Can't Go Home Again és un llargmetratge experimental dirigit per Nicholas Ray en col·laboració amb els seus estudiants de cinema a la Universitat de Binghamton. Ray i els estudiants interpreten versions de ficció d'ells mateixos.
La pel·lícula va ser el gran projecte de l'última dècada de la vida de Ray, i ell i els seus col·laboradors la van reeditar contínuament. Versions tallades de la pel·lícula es van projectar a festivals ja el 1972 (incloent-hi una estrena al de Cannes el 1973), i el tall més conegut es va completar el 1976.
Ray encara hi estava fent alteracions en el moment de la seva mort el 1979.

## Producció
El 1971, Nicholas Ray va rebre una invitació per donar una conferència al Harpur College de la Universitat de Binghamton, que en aquell moment acabava d'establir un departament de cinema. Això va fer que a Ray se li oferís una plaça de professor al departament durant dos anys, que havia estat fundat per Larry Gottheim i el cineasta experimental Ken Jacobs. Ray es va apropar als seus estudiants i, juntament amb ells, es van traslladar a una casa fora del campus on el grup va formar una comuna de realització de cinema. Allà van començar a treballar a We Can't Go Home Again, compartint totes les tasques de realització de la pel·lícula.
La banda sonora de la pel·lícula inclou la cançó "God Bless the Family" escrita per Norman Zamcheck i interpretada per ell i Suzy Williams com el duo Stormin' Norman & Suzy.
La pel·lícula es va fer amb una gran varietat d'equips i formats de rodatge, incloent Super 8, 16mm, 35mm i un sintetitzador de vídeo que havia estat donat al projecte per Nam June Paik.

## Conservació
L'Academy Film Archive va conservar We Can't Go Home Again el 2011.